# Ариэль (фильм, 1992)
«Ариэль» — советский фантастический художественный фильм, снятый по одноимённому роману писателя-фантаста Александра Беляева.

## Сюжет
Индия, таинственная школа магов. Здесь учится Ариэль, юноша 17 лет с европейской внешностью. Он обладает способностью летать. Однажды, решив воспользоваться своим талантом, Ариэль сбегает из школы на волю.
Летает сам, а когда устает, то садился на крыло самолета, и так, «воздушным зайцем», он добрался до одного индийского городка. Здесь он знакомится с девушкой по имени Лолита и влюбляется в нее. Она отвечает ему взаимностью.
Слухи о летающем юноше распространяются по Индии и доходят до Америки. Ариэля приглашают за океан. Но в Америке, а потом и в Англии, он не находит счастья. Ариэль возвращается в Индию, к Лолите...

## В ролях
- Андрей Сухов — Ариэль
- Ольга Кабо — Лолита
- Саша Каширский — Шадат
- Альберт Филозов — профессор Хайд
- Арнис Лицитис — Бхарава, директор школы оккультных наук
- Улдис-Янис Вейспалс — Чарака, сообщник Бхаравы
- Валерий Смецкой — Раджив, менеджер по мотогонкам
- Владимир Круглов
- Александр Нифонтов — мотогонщик
- Александр Филатов
- Борис Шевченко

## Съёмочная группа
- Евгений Котов — режиссёр
- Евгений Котов, Эльдор Уразбаев — сценаристы
- Инесса Каширская — продюсер
- Александр Филатов — оператор
- Шандор Каллош — композитор
- Феликс Ростоцкий — художник